# Firing Squad
Albums de M.O.P.
To the Death
(1994) First Family 4 Life
(1996)
Singles
1. Dead & Gone
Sortie : 1996
2. Stick to Ya Gunz
Sortie : 1996
3. World Famous
Sortie : 1997
4. Downtown Swinga '96
Sortie : 1998

Firing Squad est le deuxième album studio de M.O.P., sorti le 22 octobre 1996.
L'album s'est classé 12e au Top R&B/Hip-Hop Albums et 94e au Billboard 200.

## Liste des titres
| No  | Titre                                             | Contient un (des) sample(s) de                                                 | Durée |
| --- | ------------------------------------------------- | ------------------------------------------------------------------------------ | ----- |
| 1.  | Intro                                             |                                                                                | 0:50  |
| 2.  | Firing Squad (Skit)                               |                                                                                | 0:41  |
| 3.  | Firing Squad (featuring Teflon)                   | What Kind of Person Are You de Zulema                                          | 4:21  |
| 4.  | New Jack City                                     | Spanish Steps du Modern Jazz Quartet                                           | 2:53  |
| 5.  | Stick to Ya Gunz (featuring Kool G Rap et Teflon) | Life Has It's Little Ups and Downs de Brook Benton                             | 3:51  |
| 6.  | Anticipation                                      | MC's Act Like They Don't Know de KRS-One                                       | 4:37  |
| 7.  | Born 2 Kill                                       |                                                                                | 4:33  |
| 8.  | Brownsville                                       | World's Famous de Malcolm McLaren                                              | 4:41  |
| 9.  | Salute                                            |                                                                                | 2:13  |
| 10. | World Famous                                      | Be Real Black for Me de Roberta Flack et Donny Hathaway                        | 4:11  |
| 11. | Downtown Swinga '96                               | I Had a Dream d'Hubert Laws                                                    | 3:40  |
| 12. | Lifestyles of a Ghetto Child                      | Stronger Than Us de Francis Lai Guns N Roses de M.O.P.                         | 3:50  |
| 13. | Revolution                                        |                                                                                | 5:35  |
| 14. | Illside of Town                                   | If You Let Me d'Eddie Kendricks Ghetto: Misfortune's Wealth des 24-Carat Black | 3:34  |
| 15. | Nothin' 2 Lose                                    | A Love of Your Own d'Average White Band                                        | 4:32  |
| 16. | Dedication (Interlude)                            |                                                                                | 1:19  |
| 17. | Dead & Gone                                       | Let's Do It Again des Staple Singers                                           | 4:59  |
| 18. | Born 2 Kill (Jazz Remix)                          |                                                                                | 4:38  |